# Борис Янакиев
Борис Любомиров Янакиев е български оператор.

## Биография
Роден в град Смолян на 26 ноември 1929 г. През 1947 г. завършва втора мъжка гимназия в София. През 1961 г. специализира в Полша, а през следващата година в ДЕФА, ГДР. Родът му по бащина линия е от с. Рани луг, Трънско. Съпругата му Франсоаз е белгийка. Преди да се оженят, тя го спасява от самолетната катастрофа на полета, който той изпуска по нейна молба. Случайност, която се превръща в щастлива съдба.  Умира на 11 октомври 1995 г. Франсоаз продължава да живее в София и след неговата кончина. Двойката не оставя преки наследници.
По повод 100 години българско кино Министерството на културата подреди постерна изложба - точно 100 пана, с емблематични бг филми, режисьори, оператори, сценаристи и актьори. Борислав Янакиев бе един от тях.

## Кратка филмография
- 681 – Величието на хана (1983)
- Булевард (1979)
- Барутен буквар (1977)
- Допълнение към Закона за защита на държавата (1976)
- Последната дума (1973)
- Гневно пътуване (1971)
- Вечен календар (1966)